# أحمد يحيى الثلايا
أحمد يحيى الثلايا ثائر، قائد عسكري، ضابط يمني ولد ونشأ في مدينة صنعاء، كان قائدًا للجيش في عهد الإمام أحمد حميد الدين، وهو القائد المدبر لإنقلاب 1955 للإطاحة بحكم الإمام أحمد والتي بائت بالفشل ولم تستمر أكثر من 10 أيام كانت نهايتها إعدام الشهيد الثلايا في ميدان (الشهداء)، في مدينة تعز  وهو قائل العبارة المشهورة 
| ” | قبحت من شعب أردت لك الحياة وأردت لي الموت | “ |

## التعليم والمناصب
المقدم أحمد يحيى الثلايا ينتمي إلى قرية بيت الثلايا من أعمال منطقة الأهنوم لواء حجة سابقا وهي وفقا للتقسيم الإداري القائم تتبع مديرية المدان بمحافظة عمران
تلقى دراسته الأولى في مدرسة (دار الأيتام)، في مدينة صنعاء، ثم التحق بالجيش، وسافر في بعثة تعليمية إلى العراق، سنة (1355هـ/1936م) والتقى بالعديد من الضباط العراقيين المشهورين من ضمنهم خليل جاسم الدباغ انظر الصورة المرفقة.

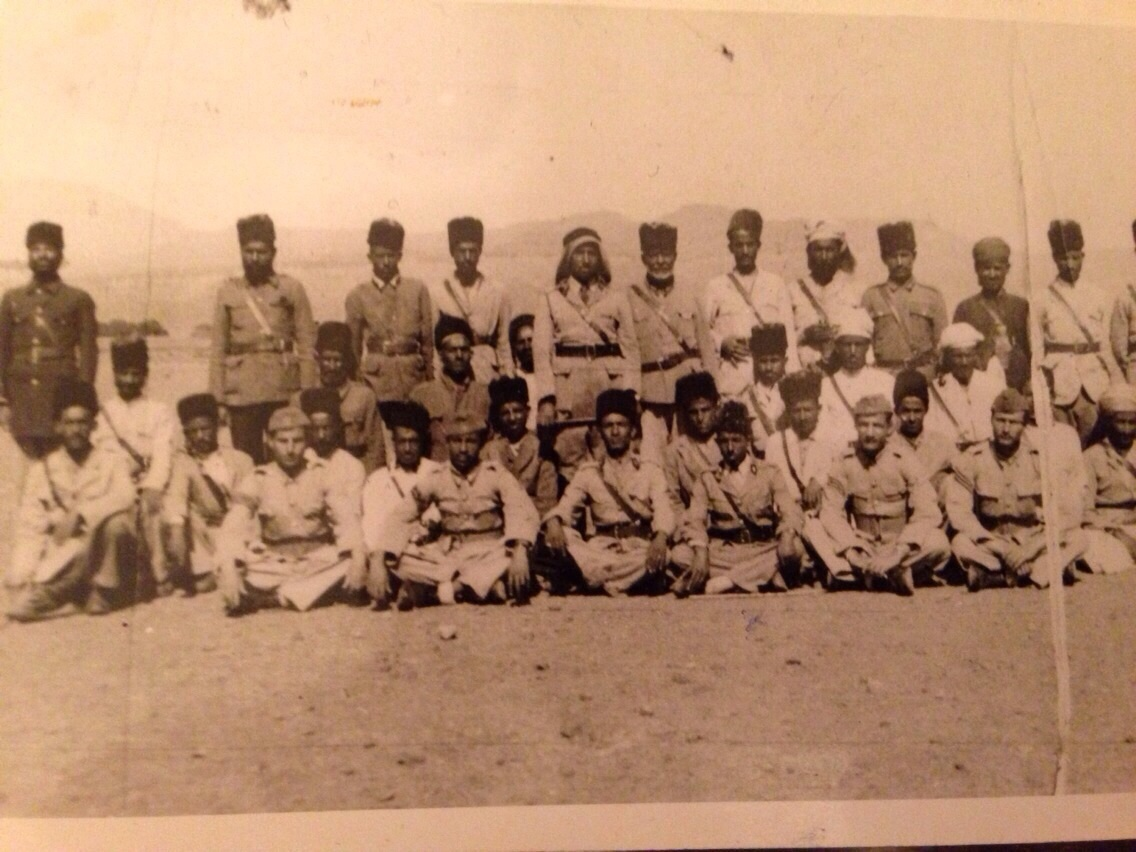
البعثة العسكرية اليمنية إلى العراق 1935-1936 ويظهر العقيد احمد الثلايا قائد ثورة اليمن 1955 مع مجموعة من الضباط اليمنيين والعراقيين بينهم خليل الدباغ الصف الأول أقصى اليسار

وبعد عودته؛ أوكل إليه تدريس نظريات الرمي، والتعليم على أسلحة الرشاش، ثم عُين منظمًا للفوج النموذجي، ثم أميرًا للمفرزة العسكرية في مدينة صعدة. وظل في عمله هذا حتى ثورة الدستوريين، عام 1367هـ/1948م، التي قتل فيها الإمام يحيى حميد الدين، وكان من مؤيديها، وحين فشلت هذه الثورة، واعتقل رجالها، توجه إلى مدينة حجة، طالبًا العفو من الإمام الجديد أحمد بن يحيى؛ فعفا عنه، وأبقاه مدة شبه معتقل، ثم عينه معلمًا للجيش في مدينة تعز، ثم كان قائدا للجيش أثناء انقلاب 1955م .

## الثورة
استغل (الثلايا) نزعة تمرد الجيش، ووجهها ضد الإمام أحمد بن يحيى، الذي بدأت هيبته تضعف في الجيش، وفعلاً بدأ الجيش يعد عدته للانقلاب، واجتمع صاحب الترجمة بالضباط، وتعاهدوا على التخلص من الإمام، وعمل على التنسيق مع الأمير (عبد الله بن يحيى)، أخ الإمام (أحمد)، الطامح للإمامة، خاصة بعد أن جعل الإمام (أحمد) ابنه (محمدًا) وليًّا للعهد، مما أثار نقمة إخوته عليه.
قرر الثلايا، وعلماء وأعيان البلاد إرغام الإمام (أحمد) على التنازل لأخيه المذكور؛ فكانت ثورة تعرف بثورة الدستور 1955م، فوافق الإمام على التنحي عن الحكم لأخيه، وكانت موافقته خدعة، واتصل بأنصاره من رؤساء القبائل، وضباط الجيش. وما هي إلا خمسة أيام حتى فوجئ الثوار بإطلاق النار على مقر قيادتهم، واستمر القصف عليهم يومًا وليلة، وبدأت خطوطهم تنهار، وكانت قبضة الإمام (أحمد) تزداد حدة؛ حتى أحكمها.
حاول الثلايا بعد فشل الانقلاب، الفرار إلى مدينة عدن، إلا أن بعضًا من عناصر القبائل ألقت القبض عليه، وسلمته للإمام، الذي سارع بإعدامه، مع جماعة من رفاقه.

## انقلاب 1955
بسبب الظلم الذي كان يمارسة الإمام أحمد حميد الدين على الشعب اليمني قرر قائد جيشه آنذاك المقدم أحمد يحيى الثلايا بالقيام بانقلاب على حكم الامام احمد وتولية أحد أخوته المثقفين الحكم مكانه، وقدم اختيار الأمير عبد الله بن يحيى حميد الدين ليكون الامام الجديد.
اتفق القائد الثلايا مع رجال الحرس الذين يحرسون قصر صالة المقيم فيه الإمام أحمد، وقال لهم: إن هذا الأمر مني، وقال الثلايا: الإمام أحمد مسجون بأمري، وأصبح مواطناً عادياً والأمر إليكم ألا تدعوه يخرج من القصر أبدا، وهو سجين لديكم الآن. طبعاً، إتصل القائد الثلايا بعدها بالإمام أحمد الموجود في قصر صالة بتعز وأخبره - بأنك الآن بت معزولاً وبات الإمام الآن مكانك عبد الله بن يحي حميد الدين. هنا رد الإمام أحمد تلفونياً على القائد الثلايا قائلاً له: لا ضير، لقد تنازلت عن الحكم من يدي اليمنى إلى يدي اليسرى، وهذا هو المكر بعينه! وبالفعل فلقد نُصّب عبد الله بن يحي إماماً، وطبعاً بدأت المبايعة له من قبل شيوخ القبائل وأهل الحل والعقد. لقد استمر هذا الحكم عشرة أيام فقط بمعنى أن إمامة عبد الله بن يحيى، هذه الإمامة والمبايعة لم تدم طويلا.
إلا أن الامام أحمد وبفضل دهائه ومكره استطاع الخروج من المأزق واستمالة حراس قصره الذين كانوا يحاصرون القصر وخرج في الليل إلى قصر العرضي الذي كان يقيم فيه الامام الجديد أخوه عبد الله فألقى القبض عليه وعلى عدد من رجاله، وهرب المقدم الثلايا من مدينة تعز إلا أن جنود الامام استطاعوا القبض عليه.

## المحاكمة والإعدام
بعد القبض على المقدم أحمد يحيى الثلايا تم تقديمه لمحاكمة سريعة حكم عليه من خلالها بالإعدام، وهنا وقف الثلايا كأسد شجاع وهو يقول: ((أنا لا يهمني الإعدام أبداً، ولست خائفاً منه بتاتاً، وأنا ما ثُرت إلا من أجل الشعب اليمني العظيم والمطحون.))
بعد صدور الاحكام الثلاثة قال مخاطبا الشعب : لقد أقدمت على ما أقدمت عليه وكنت مرتاح الضمير جدا، وأنا ما ثرتُ على النظام وأهله بل وجلاديه إلا عندما رأيتكم بهذه الحالة الكئيبة المزرية، لقد ثرت من أجلكم وفي سبيل الدفاع عنكم لأنني كرهت النظام وأربابه حينما تأكد لي أنكم تعانون كل أسباب القمع والفقر والبؤس والشقاء، أنا ما ثرت إلا من أجلكم ومن أجل أن تعيشون كما يعيش البشر، بل كما يعيش هؤلاء الذين يستعبدونكم ليلاً نهاراً ومنذ زمن بعيد. فرد عليه بعض الناس بقولهم، انك تستحق الإعدام، فرد عليهم الثلايا بصوت عال : قبحت من شعبٍ أردتُ لك الحياة، وأردت لي الموت ونطق بالشهادتين قائلاً: أشهد أن لا إله إلا الله وأشهد أن محمدا رسول الله، وهنا قام السياف بتنفيذ أمر الإعدام بقطع العنق بالسيف لتنتقل روح الشهيد الثلايا إلى بارئها.

## من أقواله
- قال بعد أن حكمت عليه المحكمة بالإعدام: ((أنا لا يهمني الإعدام أبداً، ولست خائفاً منه بتاتاً، وأنا ما ثُرت إلا من أجل الشعب اليمني العظيم والمطحون.))
- قال بعد أن حكم عليه الشعب بالإعدام: ((لقد أقدمت على ما أقدمت عليه وكنت مرتاح الضمير جدا، وأنا ما ثرتُ على النظام وأهله بل وجلاديه إلا عندما رأيتكم بهذه الحالة الكئيبة المزرية، لقد ثرت من أجلكم وفي سبيل الدفاع عنكم لأنني كرهت النظام وأربابه حينما تأكد لي أنكم تعانون كل أسباب القمع والفقر والبؤس والشقاء، أنا ما ثرت إلا من أجلكم ومن أجل أن تعيشون كما يعيش البشر، بل كما يعيش هؤلاء الذين يستعبدونكم ليلاً نهاراً ومنذ زمن بعيد.))
وقال أيضا جملته المشهورة جدا: (قبح الله شعبا أردتُ له الحياة، وأراد لي الموت)